# یواس‌اس نمونه (اف‌اف-۱۰۴۸)
یواس‌اس نمونه (اف‌اف-۱۰۴۸) (به انگلیسی: USS Sample (FF-1048)) یک کشتی بود که طول آن ۴۱۴ فوت ۶ اینچ (۱۲۶٫۳۴ متر) بود. این کشتی در سال ۱۹۶۴ ساخته شد.